# 里弗埃奇 (新澤西州)
里弗埃奇（英語：River Edge）是位於美國新澤西州伯根縣的自治市鎮。

## 人口
根據2020年美國人口普查的數據，里弗埃奇的面積為4.86平方千米，當中陸地面積為4.75平方千米，而水域面積為0.11平方千米。當地共有人口12049人，而人口密度為每平方千米2,479人。